# Hydraena blackburni
Hydraena blackburni är en skalbaggsart som beskrevs av Zaitzev 1908. Hydraena blackburni ingår i släktet Hydraena och familjen vattenbrynsbaggar. Inga underarter finns listade i Catalogue of Life.